# Atanasie Anghel
Atanasie Anghel (Athanasiu Angelu, născut la Bobâlna, Hunedoara, d. 19 august 1713, Alba Iulia), mitropolit ortodox (pravoslavnic, denumire veche, slavonă, a confesiunii ortodoxe) al Bălgradului (Alba Iulia) a fost primul episcop român unit, oficial. Urmaș al vlădicului Teofil Seremi în scaunul Mitropoliei Bălgradului (Alba-Iuliei), mitropolitul Atanasie a continuat și desăvârșit eforturile predecesorului său de unire religioasă a românilor transilvăneni cu Biserica Romei, vechea biserică ortodoxă din Ardeal fiind de-acum numită "Biserica Română Unită", cunoscută ulterior și sub numele de "Biserica greco-catolică română".

## Viața
Atanasie Anghel s-a născut la Bobâlna, unde tatăl său era preot, nobil de Ciugud. A fost hirotonit episcop în ziua de 22 ianuarie 1698 de către mitropolitul Teodosie (ca. 1620 - 1708), chiriarh al Mitropoliei Ungrovlahiei, și de Patriarhul Dositei al Ierusalimului, aflat în exil. Cu această ocazie, Patriarhul Dositei al Ierusalimului (1641-1707) i-a dat proaspătului hirotonit întru vlădicie instrucțiuni precise, între care:
„Trebuie, arhieria Ta, slujba bisericei, adecă Octoihul, Mineele și alte cărți, ce se cântă duminicile și sărbătorile și slujba de toate zilele să te nevoiești cu deadânsul să se citească toate pre limba slovinească sau elinească, iară nu românească sau într-alt chip.”
Patriarhul Dositei îi mai cerea episcopului Atanasie Anghel să dea ascultare, atât ierarhilor greci de la curtea voievodului muntean Constantin Brâncoveanu, care supervizau activitatea ierarhilor români, dar și ierarhiei calvinești ardelene. 
În 7 octombrie 1698, mitropolitul Atanasie a convocat Sinodul de unire de la Alba Iulia, dând publicității o Carte de mărturie (Manifest). Actul unirii cu Biserica Romei a fost semnat de Atanasie Anghel și de toți membrii Sinodului de la Alba Iulia (38 de protopopi districtuali și de 2.270 de preoți), fiind pecetluit cu sigiliul Mitropoliei Bălgradului. Dieta Transilvaniei, controlată de nobilii protestanți, n-a văzut cu ochi buni eliberarea confesională a poporului român. Marii proprietari de pământ au început să-i persecute, în continuare, pe preoții români uniți, situație căreia Atanasie Anghel a trebuit să-i facă față. Nobilii reformați (calvini) au pus la cale mai multe revolte printre țăranii români, ca să nu se alăture Bisericii Catolice.
În aceste condiții, mitropolitul Atanasie Anghel a convocat un nou sinod, care a avut loc tot la Alba Iulia, pe 4 septembrie 1700 și la care au luat parte protopopi si preoți, precum și câte 3 delegați mireni din fiecare sat românesc. Cei 54 de protopopi, împreună cu toți preoții și delegații mireni prezenți, au semnat un nou act, în care au întărit decizia Sinodului din 1698, consfințind unirea religioasă a românilor din Ardeal cu Biserica Romei. 
Pentru vlădicul Atanasie Anghel au urmat ani grei, fiind atacat atât de calvini, cât și de Arhiepiscopia ortodoxă a Bucureștilor. În aceste condiții, Atanasie Anghel a fost chemat la Viena, pentru a da explicații despre situația religioasă a românilor ardeleni, astfel că pe 7 aprilie 1701, a făcut o declarație prin care nu-l mai recunoștea ierarhic pe arhiepiscopul ortodox al Bucureștiului.

## Activități comerciale
Mitropolitul Atanasie a fost acuzat în mai multe rânduri că ar fi desfășurat activități comerciale. Cu cincisprezece ani înainte de Unirea cu Roma, mirean fiind, el a cumpărat o casă în Alba Iulia, în care a încropit o mică fabrică bere și de vin. În anul 1703, după unirea cu Roma, a fost somat de autoritățile calvine ale principatului ardelean, să înceteze această activitate, considerată incompatibilă cu statutul lui de ierarh. În anul 1711, se spune că încă mai obținea venituri din producția de bere.

## Decesul
A decedat la Alba Iulia în data de 19 august 1713, fiind înmormântat lângă vechea biserică a Mitropoliei Bălgradului (construită de domnitorul muntean Mihai Viteazul). Ulterior, odată cu construcția Cetății "Alba Carolina", vechea biserică a fost demolată, iar mormântul vlădicului Atanasie a fost mutat în cimitirul de lângă Biserica "Sfânta Treime" din Alba Iulia-Maieri, ctitoria sa. Rămășițele sale pământești au fost reînhumate ulterior (după 1989) în Catedrala greco-catolică "Sfânta Treime" din Blaj.

## Galerie de imagini

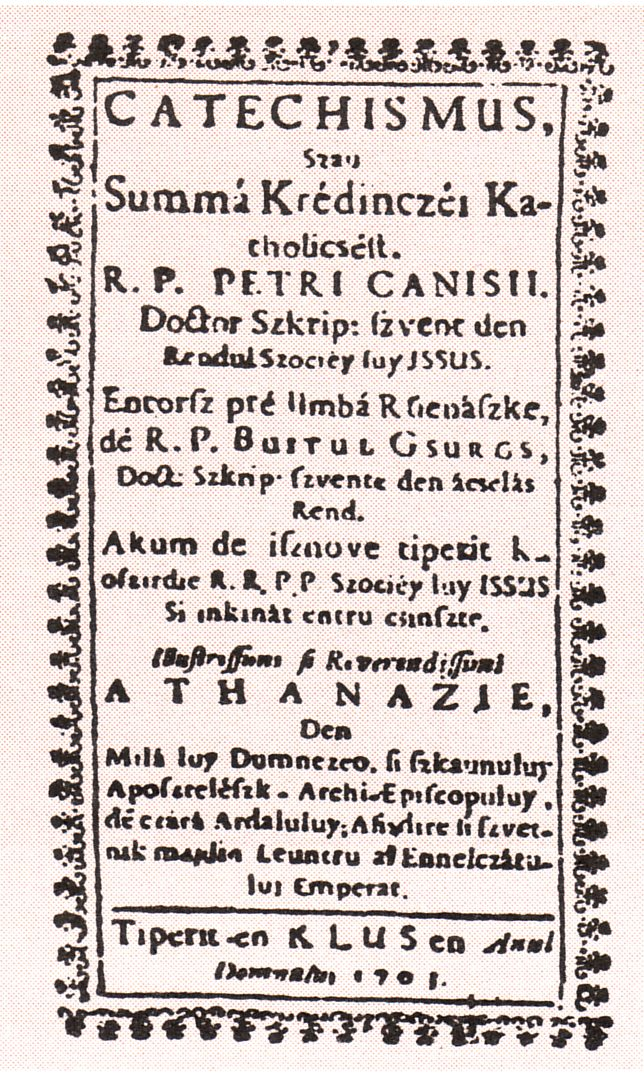
Catehismul „închinat întru cinste” lui Atanasie Anghel, tipărit la Cluj în anul 1703
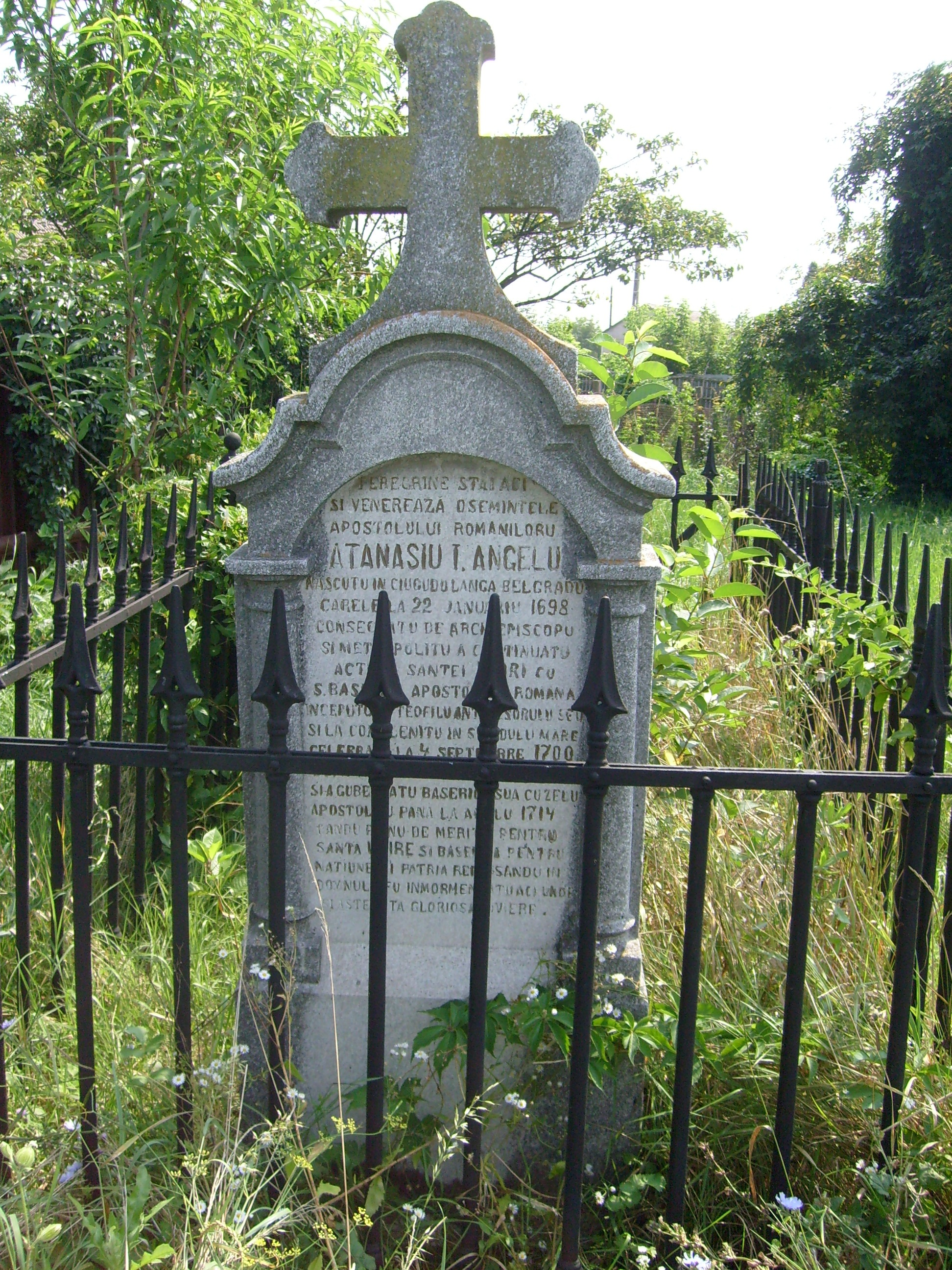
Mormântul vlădicului Atanasie Anghel, de lângă Biserica română unită din cartierul Maieri (Alba Iulia)
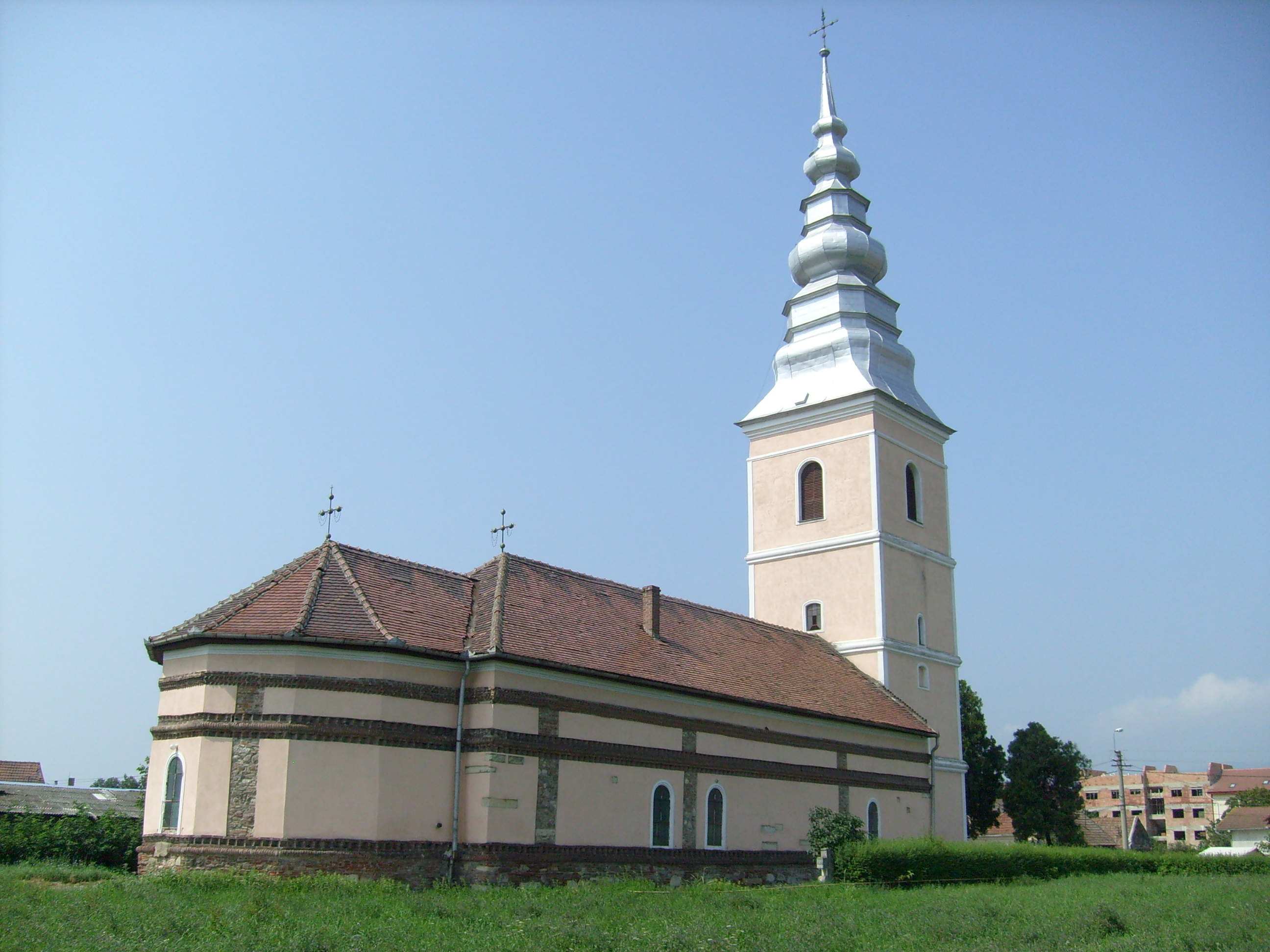
Biserica română unită "Sf. Treime" din  cartierul Maieri (Alba Iulia), ctitorie a episcopului Atanasie Anghel